# Bobow doł
Bobow doł (bułg. Бобов дол) – miasto w Bułgarii, w obwodzie Kiustendił. Siedziba gminy Bobow doł. W 2019 roku liczyło 4 793 mieszkańców.